# Harlanethis lipscombae
Espèce
Harlanethis lipscombae est une espèce d'araignées aranéomorphes de la famille des Tetragnathidae.

## Distribution
Cette espèce est endémique du Queensland en Australie.

## Description
La femelle holotype mesure 5,13 mm et le mâle paratype 3,86 mm.

## Étymologie
Cette espèce est nommée en l'honneur de Diana Lipscomb.

## Publication originale
- Álvarez-Padilla, Kallal & Hormiga, 2020 : Taxonomy and phylogenetics of Nanometinae and other Australasian orb-weaving spiders (Araneae: Tetragnathidae). Bulletin of the American Museum of Natural History, no 438, p. 1-107.